# Jeanne-Hippolyte Devismes
Jeanne-Hippolyte Devismes (1765 - 1834?) (soltera, Jeanne-Hippolyte Moyroud) fue una compositora francesa. Estudió piano con Daniel Steibelt y se casó con el director de Académie Royale de Musique (Paris Opéra), Anne-Pierre-Jacques Devismes du Valgay. Sus únicas obras conocidas son una canción, "La Dame Jacinthe", y una ópera, Praxitėle, que fue escenificada en la Ópera de París el 24 de julio de 1800. Su obra fue un éxito y tuvo 16 representaciones. La partitura no ha sobrevivido completa. 